# Vize
Vize (en griego: Βιζύη, búlgaro: Виза) es una ciudad y distrito de la provincia de Kırklareli en la región de Mármara de Turquía. El alcalde es Selçuk Yilmaz. La población es de 12.196 a partir de 2010.

## Historia
Vize, bajo el antiguo nombre Bizye (Βιζύη) fue la capital del antiguo reino tracio. La sección de la acrópolis en la colina sobre la ciudad tiene algunos edificios antiguos y una iglesia bizantina perfectamente conservada de Santa Sofía probablemente del siglo V o VI. Además, en la vertiente de la acrópolis se ha descubierto recientemente los restos de su antiguo teatro. Vize con su bello entorno en la colina se encuentra en una posición dominante sobre el área circundante. A través de la llanura de la ciudad están muchos montículos funerarios construidos por los gobernantes del reino tracio. Hay algunas iglesias y monasterios más, principalmente de la época bizantina, en las cercanías de Vize. La ciudad también tiene algunas estructuras otomanas, además de una antigua sinagoga.

## Galería

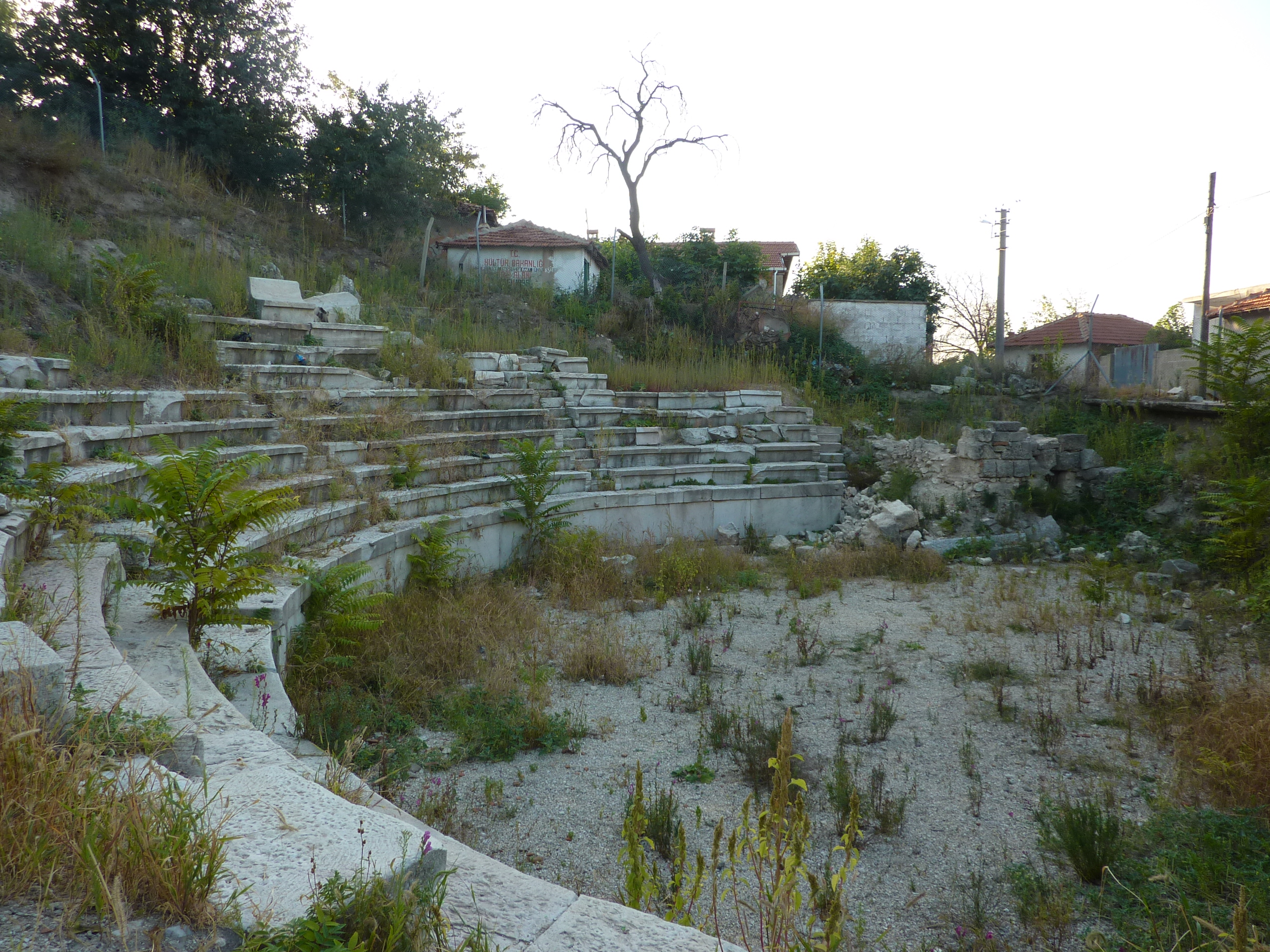
Anfiteatro
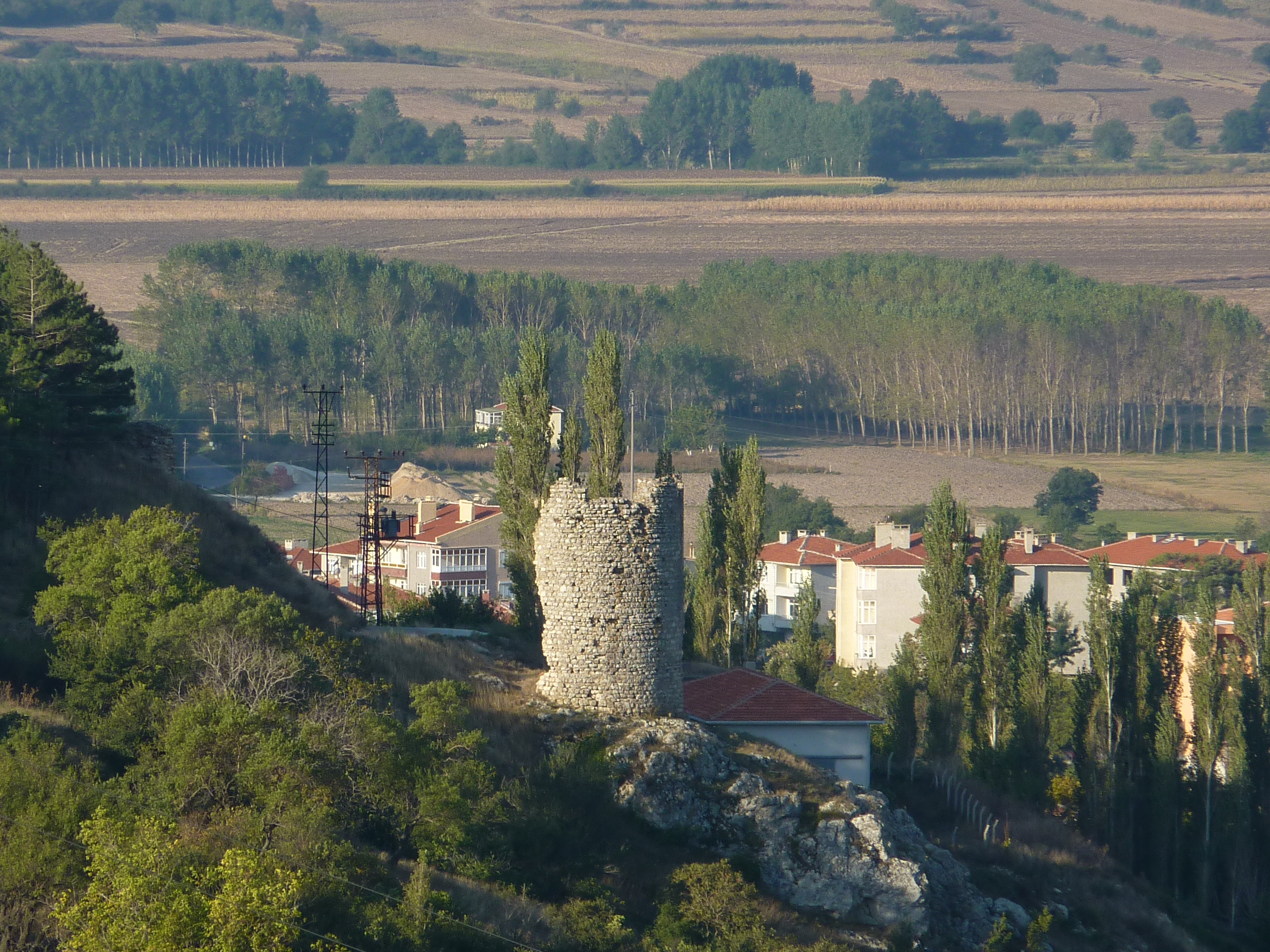
Restos de la muralla de la ciudad
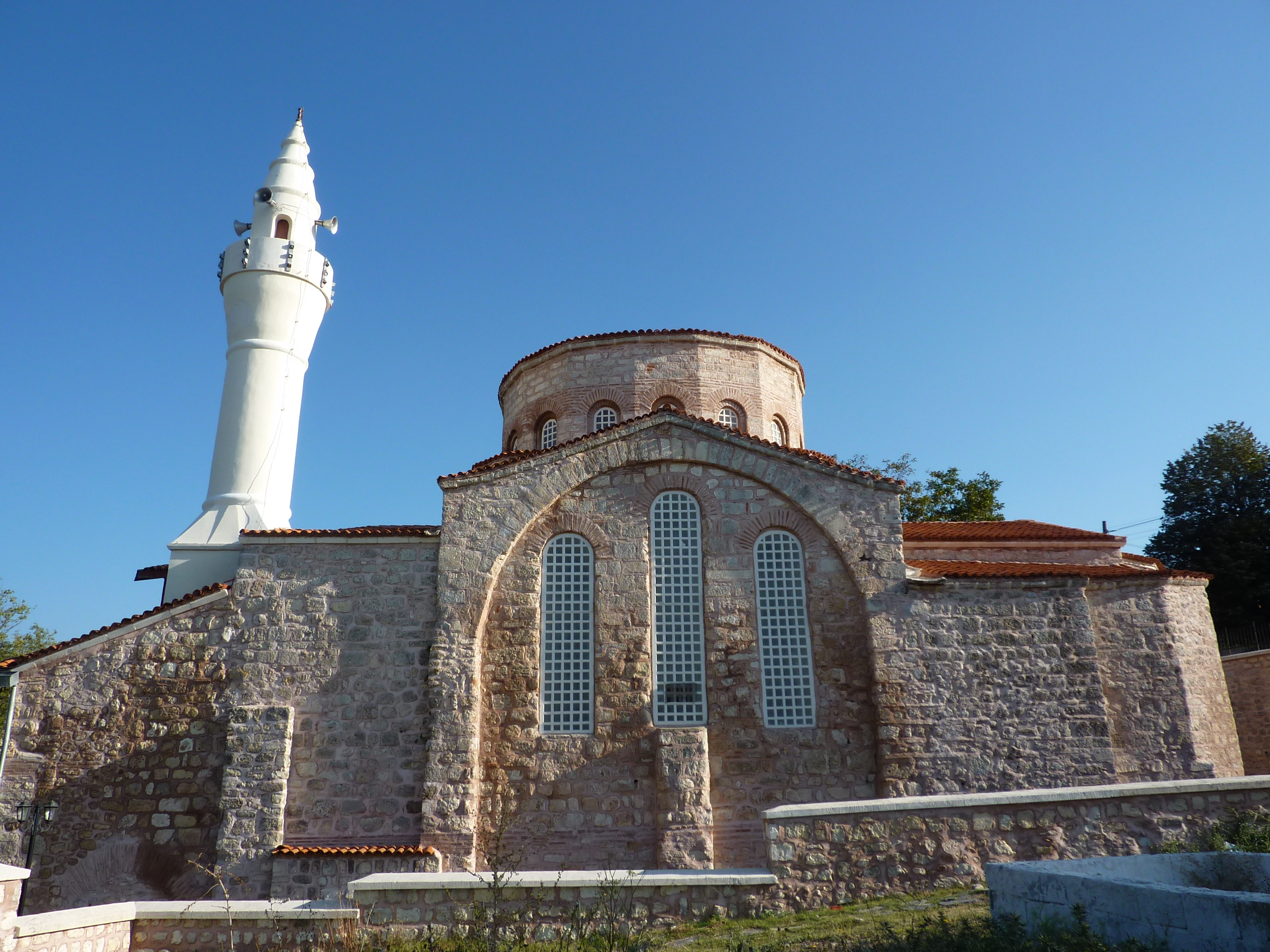
La iglesia de Santa Sofía de Vize (ahora, Suleiman Pasha Mosque)
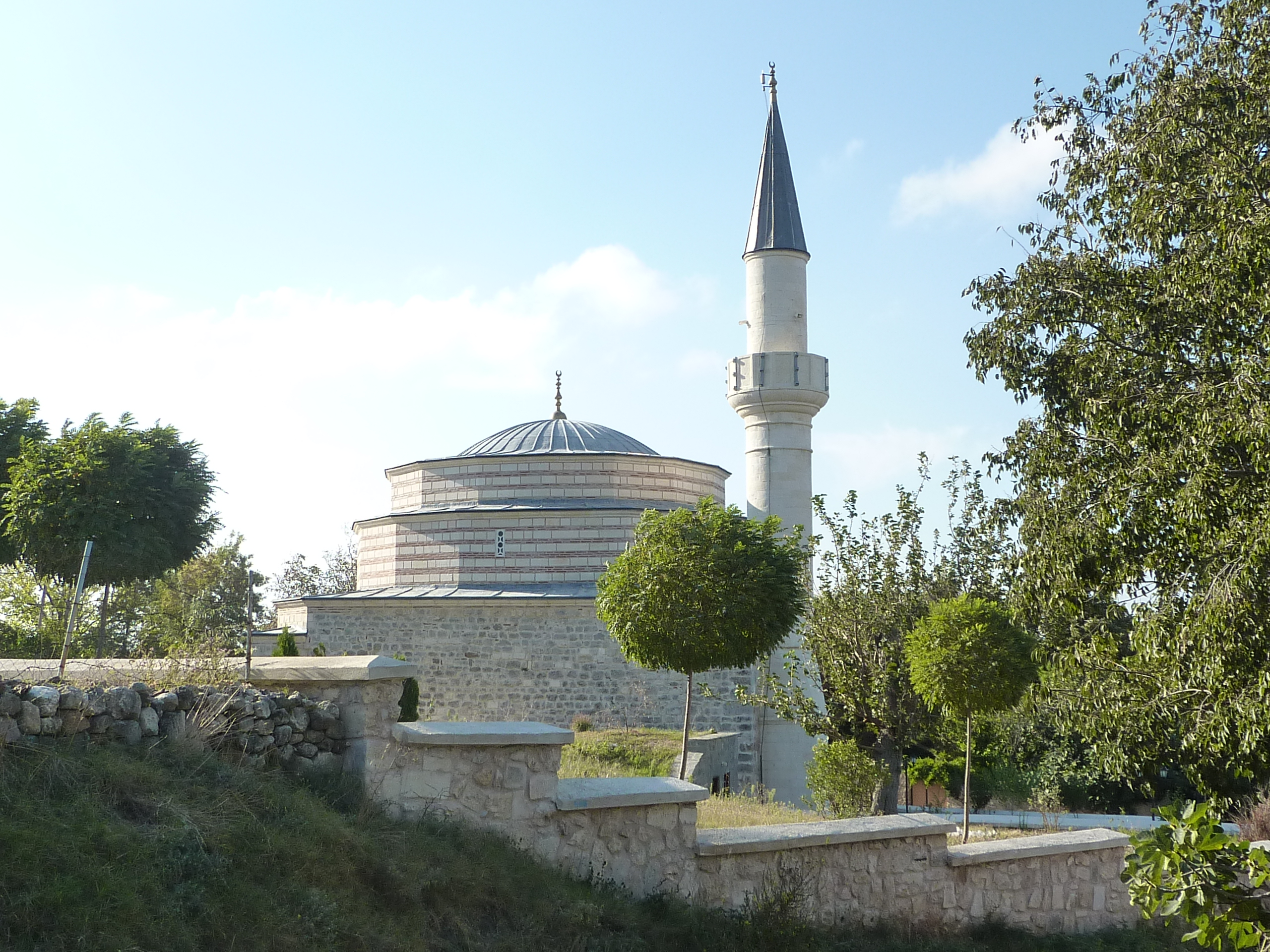
Hasan Bey Mosque